# Rajiv Ouseph
Rajiv Ouseph, né le 30 août 1986 à Hounslow en Angleterre, est un joueur professionnel britannique  de badminton.

## Palmarès

### Tournois BWF
| Année | Compétition         | Adversaire  | Score.       | Résultat  |
| ----- | ------------------- | ----------- | ------------ | --------- |
| 2008  | Open d'Écosse       | Anand Pawar | 21-17, 21-8  | Vainqueur |
| 2007  | Dutch International | Wu Yunyong  | 16-21, 16-21 | Finaliste |